# Mariental (obszar wolny administracyjnie)
Mariental – obszar wolny administracyjnie (gemeindefreies Gebiet) w Niemczech w kraju związkowym Dolna Saksonia, w powiecie Helmstedt. Teren jest niezamieszkany.